# Crise financière russe de 1998

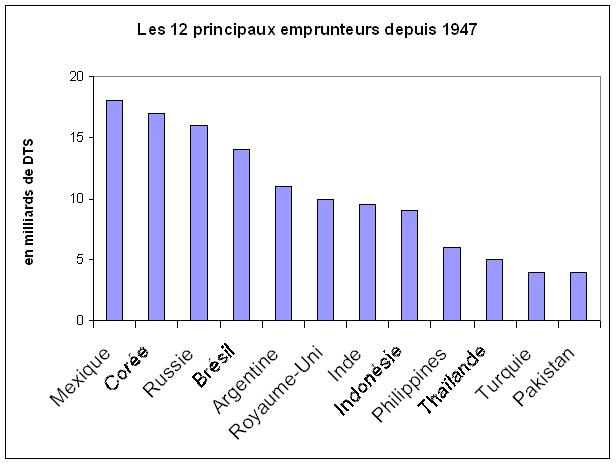
Graphique à bande des principaux emprunteur depuis 1947 : la Russie est le 3e demandeur de DTS selon le FMI (avant 2006).

La crise financière russe de 1998 est une crise financière qui s'est produite le 17 août 1998 et qui a provoqué une crise économique en Russie. Elle est marquée par une dévaluation brutale du rouble et un défaut sur la dette russe (notamment les GKO).
Cette crise se produit à la suite de la crise économique asiatique de 1997, située au début d'un ralentissement économique mondial.
L'inflation cette année-là fut de 84 % en Russie.

## Prolongements
La crise sur les GKO, les titres de créance négociables russes, cause dans le monde financier une « course vers la liquidité » et une « fuite vers la qualité », lesquelles causent la faillite du mode de gestion alternative des portefeuilles, le hedge fund (LTCM). Ces gestionnaires d'actifs ne détenaient directement pas même une obligation russe, mais possédaient des obligations adossées à des créances en définitives douteuses, autrement dit, à risque.
Une crise politique a éclaté en mars lorsque le président russe Boris Eltsine a soudainement limogé le Premier ministre Viktor Tchernomyrdine et l'ensemble de son cabinet le 23 mars 1998. Eltsine a nommé le ministre de l'Énergie Sergueï Kirienko, alors âgé de 35 ans, comme Premier ministre par intérim. Puis, le 29 mai suivant, Eltsine a nommé Boris Fiodorov à la tête du Service des impôts de l'État.
Dans un effort pour soutenir la monnaie et endiguer la fuite des capitaux, en juin, Kirienko a relevé les taux d'intérêt du GKO à 150 %.
Un montage financier de 22,6 milliards de dollars proposé par le Fonds monétaire international et de la Banque mondiale a été approuvé le 13 juillet 1998 pour soutenir les réformes et stabiliser le marché russe en échangeant un énorme volume de bons à court terme du GKO à échéance rapide contre des euro-obligations à long terme. Le gouvernement russe a décidé de maintenir le taux de change du rouble dans une bande étroite, bien que de nombreux économistes, dont Andreï Illarionov, aient exhorté le gouvernement à abandonner son soutien au rouble.
Le 12 mai 1998, les mineurs de charbon se sont mis en grève pour des salaires impayés, bloquant le chemin de fer Transsibérien. Au 1er août 1998, il y avait environ 12,5 milliards de dollars de dettes envers les travailleurs russes. Le 14 août, le taux de change du rouble russe par rapport au dollar américain était toujours de 6,29 roubles contre 1. En juin 1998, malgré le renflouement, les paiements mensuels d'intérêts sur la dette de la Russie ont atteint un chiffre supérieur de 40 % à ses recettes fiscales mensuelles.
De plus, le 15 juillet 1998, la Douma d'État, alors dominée par les partis de gauche, a refusé d'adopter la majeure partie du plan anti-crise du gouvernement, de sorte que le gouvernement a été contraint de s'appuyer sur des décrets présidentiels. Le 29 juillet, Eltsine a interrompu ses vacances dans la région des collines de Valdai et s'est envolé pour Moscou, faisant craindre un remaniement ministériel, mais il n'a remplacé que le chef du Service fédéral de sécurité de la fédération de Russie, Nikolay Kovalyov, par Vladimir Poutine.
Mais cette crise fut en définitive salutaire, en ce sens qu'elle a forcé le gouvernement à dévaluer le rouble — contre l'avis du FMI —, permettant ainsi à l'appareil de production russe de redevenir compétitif et de se remettre en marche[réf. nécessaire]. La hausse des prix du pétrole et les réformes économiques engagées par Vladimir Poutine à partir de 1999 ont favorisé également ce rebond. 
Entre 1999 et 2005, la Russie va connaître une croissance économique moyenne supérieure à 6 %.